# Govert van Brakel
Govert van Brakel (Scheveningen, 6 november 1949) is een voormalig Nederlands journalist en radiopresentator.

## Loopbaan
Govert van Brakel kwam volgens eigen zeggen door een gelukkig toeval bij de radio terecht. Na zijn dienstplicht begon hij als persvoorlichter op het ministerie van Onderwijs. Dankzij een zieke voetbalverslaggever mocht hij in 1976 invallen bij het NCRV-programma Sport op Zaterdag. In 1979 volgde hij Heinze Bakker op als presentator/eindredacteur van dit programma. Later werkte hij voor de actualiteitenrubriek Hier en Nu, meestal als presentator met Marga van Arnhem, maar ook een tijd als politiek verslaggever naast Jan Zindel.
Ook versloeg Van Brakel, vaak samen met Theo Koomen, voetbalwedstrijden voor Langs de Lijn. Tijdens de Olympische Zomerspelen 1984 versloeg hij het kanovaren en tweemaal stond hij namens de radio aan de finish van de Elfstedentocht.
In de jaren tachtig was Van Brakel enkele jaren hoofd Gesproken Woord van de NCRV-radio. In 1991 maakte hij de overstap naar de NOS en werd hij presentator van de zondagmiddaguitzending van Langs de Lijn. Van september 1989 tot september 1996 was Van Brakel presentator van het radioprogramma Met het Oog op Morgen. Van 1995 tot 2009 was hij presentator van het Radio 1 Journaal, de laatste jaren van het avondjournaal. Hij werd in september 2010 presentator van het programma De Perstribune op Radio 1, voor Omroep MAX. Verder ging hij incidenteel invallen in het NCRV-programma Plein 5.
Op 24 april 2016 vierde Van Brakel zijn veertigjarige omroepjubileum. In een uitzending van De Perstribune, zijn eigen programma, werd hij door zijn redactie verrast en stond hij bijna een uur lang centraal. Enkele dagen later, op 26 april 2016, werd Van Brakel koninklijk onderscheiden: hij werd ridder in de Orde van Oranje-Nassau.
Op 26 augustus 2018 presenteerde Van Brakel voor het laatst De Perstribune. Na 42 jaar stopte hiermee zijn loopbaan bij de Nederlandse radio.. 
Van Brakel is de auteur van het in 2019 verschenen boek Moet je horen … verhalen en anekdotes uit 100 jaar radio. In september 2024 verscheen zijn boek Han Hollander. De eerste radiostem van het Nederlandse voetbal.
Van Brakel is getrouwd met vlogger Vera van Brakel.